# Perfetto
Pour les articles homonymes, voir Perfetto.
Singles
1. Alla fine del mondo
Sortie : 27 mars 2015
2. Il tempo non sente ragione
Sortie : 12 mai 2015

Perfetto est le quatorzième album studio du chanteur Eros Ramazzotti, sorti en mai 2015 chez Universal Music.

## Titres
| No  | Titre                       | Durée |
| --- | --------------------------- | ----- |
| 1.  | Alla fine del mondo         | 3:55  |
| 2.  | Il tempo non sente ragione  | 4:04  |
| 3.  | Perfetto                    | 3:51  |
| 4.  | Sbandando                   | 3:56  |
| 5.  | Sogno N. 3                  | 3:53  |
| 6.  | Rosa nata ieri              | 3:50  |
| 7.  | Vivi e vai                  | 3:52  |
| 8.  | Un'altra estate             | 4:07  |
| 9.  | L'amore è un modo di vivere | 3:55  |
| 10. | Il viaggio                  | 3:44  |
| 11. | Tu gelosia                  | 3:50  |
| 12. | Sei un pensiero speciale    | 3:47  |
| 13. | Buon Natale (Se vuoi)       | 4:04  |
| 14. | Tra vent'anni               | 3:39  |

### Édition espagnole
L'album est composé des mêmes 14 titres mais en langue espagnole.
1. Al fin del mundo
2. El tiempo no atiende a razones
3. Perfecto
4. Girando
5. Sueño N. 3
6. Flor nacida ayer
7. Vivela
8. Aquel verano
9. El amor es un modo de vivir
10. El viaje
11. Los celos
12. Una ide aespecial
13. Feliz Navidad (Si tu quieres)
14. Tras veinte años

## Classements
| Classement (2015)             | Meilleure position |
| ----------------------------- | ------------------ |
| Belgique (Flandre Ultratop)   | 3                  |
| Belgique (Wallonie Ultratop)  | 2                  |
| France (SNEP)                 | 16                 |
| Suisse (Schweizer Hitparade)  | 2                  |
| Allemagne (Media Control AG)  | 5                  |
| Autriche (Ö3 Austria Top 40)  | 5                  |
| Pays-Bas (Mega Album Top 100) | 5                  |
| Italie (FIMI)                 | 1                  |